# Guanxi (köpinghuvudort i Kina, Jiangxi Sheng, lat 26,75, long 115,12)
Guanxi är en köpinghuvudort i Kina. Den ligger i provinsen Jiangxi, i den sydöstra delen av landet, omkring 230 kilometer söder om provinshuvudstaden Nanchang. Antalet invånare är 24 380. Befolkningen består av 11 907 kvinnor och 12 473 män. Barn under 15 år utgör 21,0 %, vuxna 15-64 år 71 %, och äldre över 65 år 7,0 %.
Runt Guanxi är det ganska tätbefolkat, med 192 invånare per kvadratkilometer. Närmaste större samhälle är Wanhe, 18,5 km nordväst om Guanxi. Trakten runt Guanxi består till största delen av jordbruksmark.
Genomsnittlig årsnederbörd är 1 988 millimeter. Den regnigaste månaden är maj, med i genomsnitt 312 mm nederbörd, och den torraste är oktober, med 25 mm nederbörd.